# Chlamydacanthus
Chlamydacanthus es un género de plantas con flores perteneciente a la familia Acanthaceae.  El género tiene 5 especies descritas y de estas solo 4 aceptadas.

## Taxonomía
El género fue descrito por Gustav Lindau y publicado en Botanische Jahrbücher für Systematik, Pflanzengeschichte und Pflanzengeographie 17: 109. 1893. La especie tipo es Chlamydacanthus euphorbioides Lindau.

## Especies
- Chlamydacanthus dichrostachyus Mildbr.
- Chlamydacanthus euphorbioides Lindau
- Chlamydacanthus lindavianus H.J.P.Winkl.
- Chlamydacanthus rupestris (Nees) Govaerts